# Gauntlet (jeu vidéo, 1985)
Pour les articles homonymes, voir Gauntlet.
Gauntlet est un jeu vidéo développé et édité par Atari Games en 1985 sur borne d'arcade. Considéré comme un classique du jeu d'arcade, Gauntlet est un jeu d'action qui a la particularité d'être jouable à quatre en simultané. Il fut porté sur de nombreux supports familiaux.
Le jeu a eu une suite en 1986, Gauntlet II.

## Système de jeu
Gauntlet est un jeu à l'ambiance heroic-fantasy qui se déroule dans un donjon en vue de dessus. Le joueur a le choix entre quatre héros (un guerrier, un mage, un elfe ou une Valkyrie), chacun ayant un point fort différent.

## Versions

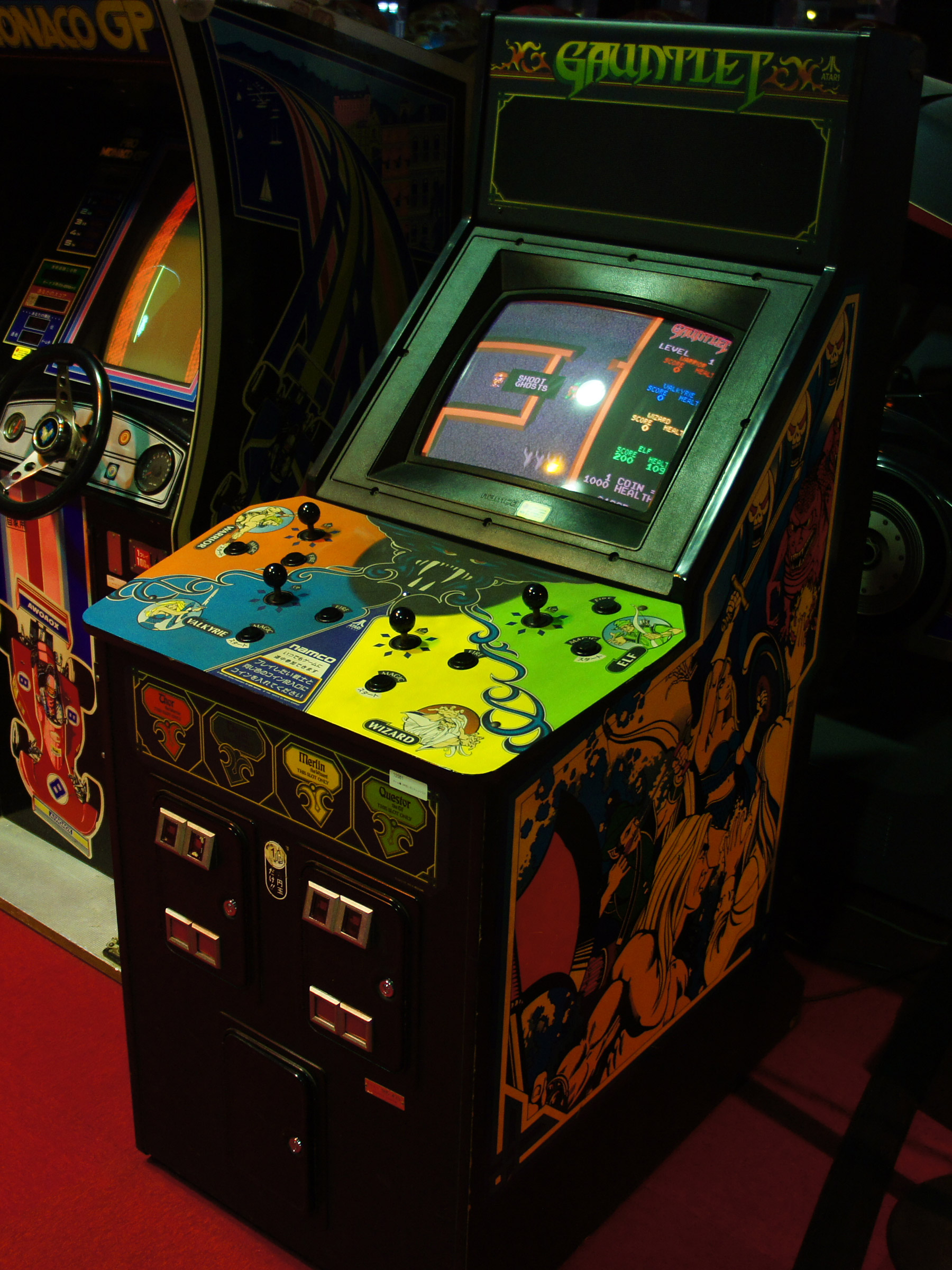
Borne d'arcade Gauntlet.

Gauntlet a été adapté sur de nombreux systèmes familiaux : Amstrad CPC, Atari 8-bit et NES en 1985, Commodore 64, MSX en 1986, Atari ST et ZX Spectrum en 1987, Macintosh et PC (DOS) en 1989 et Master System en 1990. Sur Amiga 500 en 2012 (non officiel).
Dans les années 2000, le jeu apparaît dans la série de compilations Midway Arcade Treasures sur Dreamcast, GameCube, PlayStation 2, PlayStation Portable et Xbox, ainsi que sur Game Boy Advance, Xbox 360 (en téléchargement sur le Xbox Live Arcade) et téléphones mobiles (J2ME).

## Extension
L'extension Gauntlet: The Deeper Dungeons a été publiée en 1987 sur  Amstrad CPC, MSX, Atari ST, Commodore 64, et ZX Spectrum.

## Accueil
| Gauntlet        |      |       |
| Média           | Nat. | Notes |
| Dragon Magazine | US   | 4/5   |

Le jeu est l'une des entrées de l'ouvrage Les 1001 jeux vidéo auxquels il faut avoir joué dans sa vie.